# マイ・ディア・ルーザー
My Dear Loser（タイ語: My Dear Loser – รักไม่เอาถ่าน、マイ・ディア・ルーザー）は、2017年から2018年にかけてタイで放送されたテレビドラマシリーズで、第1期「Edge of 17」、第2期「Monster Romance」、第3期「Happy Ever After」まで制作された。
チャットケウ・スシワ（タイ語: ฉัตรแก้ว สุศิวะ）が監督し、GMMTVが制作したこのシリーズは、2017年3月2日にGMMTVが開催した「6 Natures+」イベントにて発表された、2017年に放送予定の6つのテレビシリーズのうちの一つである。 第1期の「Edge of 17（エッジ・オブ・セブンティーン）」は2017年7月9日から2017年9月3日まで、第2期の「Monster Romance（モンスター・ロマンス）」は2017年9月10日から2017年12月17日まで、第3期の「Happy Ever After（ハッピー・エバー・アフター）」は2017年12月24日から2018年3月11まで、毎週日曜日にGMM 25にて20:30 ICT、LINE TVにて22:30 ICTから放送された。   
ただし第2期の「Monster Romance」は、タイ国王ラーマ9世の王室火葬式のために放送が一時中断され、2017年10月中は放送されなかった。  翌月の11月5日より放送を再開している。

## キャストとキャラクター

### Edge of 17 （エッジ・オブ・セブンティーン）
- オー役：コーラパット・クッパン（ナノン）[6][7][8]
- ピーチ役：ラミダー・ジーラノラパット（ジェーン）
- サン役：ワチラウィット・ルーアンウィワット（チモン）
- イン役：プリム・ラッタナルーァンワッタナー（プルーム）
- コッパー役：ポーンピパット・パッタナセッターノン（プラスター）
- アイナム役：ナパソーン・ウィーラユッタウィライ（プイメック）
- ポン役：ターナット・ロークンソムバット（リー）
- ジャック役：ナチャット・ジャンタパン（ニッキー）
- ジュード役：ハリット・チーワカルン（シング）
- ケン役：アチラウィッチ・サーリワッタナ（ガン）
- モチ役：アピチヤー・サエチャン（サイシー）
- オン役：ティパナリー・ウィーラワトノドム（ナムターン）
- デチャ先生役：ナタラッ・コンケーウ
- チットラ先生役：パウィンヌッ・パンナコーン
- 校長先生役：クナコン・クッパン
- ピーチの母親役：ベンジャー・シンコーラワット（ヤンイー）
- オーの母親役：シリヌッ・ペトゥライ

### Monster Romance （モンスター・ロマンス）
- ポン役：ターナット・ロークンソムバット（リー）
- ナムキン役：ウォラニット・ターワンウォン（ムック）
- ジャック役：ナチャット・ジャンタパン（ニッキー）
- ジュード役：ハリット・チーワカルン（シング）
- オン役：ティパナリー・ウィーラワトノドム（ナムターン）
- テー役：チョンナカン・アーポンスティナン（ガンスマイル）
- エム役：ニーラ・スワナマー
- クリス役：パッチラー・カンラッタナスー（ナナン）
- ポク（ポンの弟）役：ワントンチャイ・インタラワット
- ポンの母親役：オーンアノーン・パンヤウォン
- ナムキンの父親役：ジラワット・ワチラサランパット
- ナムキンの母親役：チョンワリー・チュティワッタチョンチャイ

### Happy Ever After （ハッピー・エバー・アフター）
- コリヤ役：エスター・サップリーリーラ
- トンクラ―役：プッチーチャイ・カセテイン（プッシュ）
- ウィン役：ポンクーン・スブスーン
- ジェーン役：コーラポップ・チャンチャローン
- チットラ先生役：パウィンヌッ・パンナコーン
- マレンポー役：ニティ・チャイチタトーン（ポンパム）
- マレンポーとコリヤの父親役：スーラサック・チャイアット
- マレンポーとコリヤの母親役：ピモンワン・フントンカム
- デチャ先生役：ナタラッ・コンケーウ
- トンクラ―の母親役：スッパワン・クッタパン
- ナモー役：アリス・ツォイ（アリーサヤ）
- プリム役：ポーラマーポーン・チャンカモン
- ナット役：ナットサル・タムポーントンスティ
- ウィン（大学時代）役：メーターウィ・ピチェチャイユ（ナウ）
- チャンプ役：ノッパナッチャイ・ウィモン
- オットー役：シワコーン・レーチューチョー（ガイ）